# Teorema de Meusnier

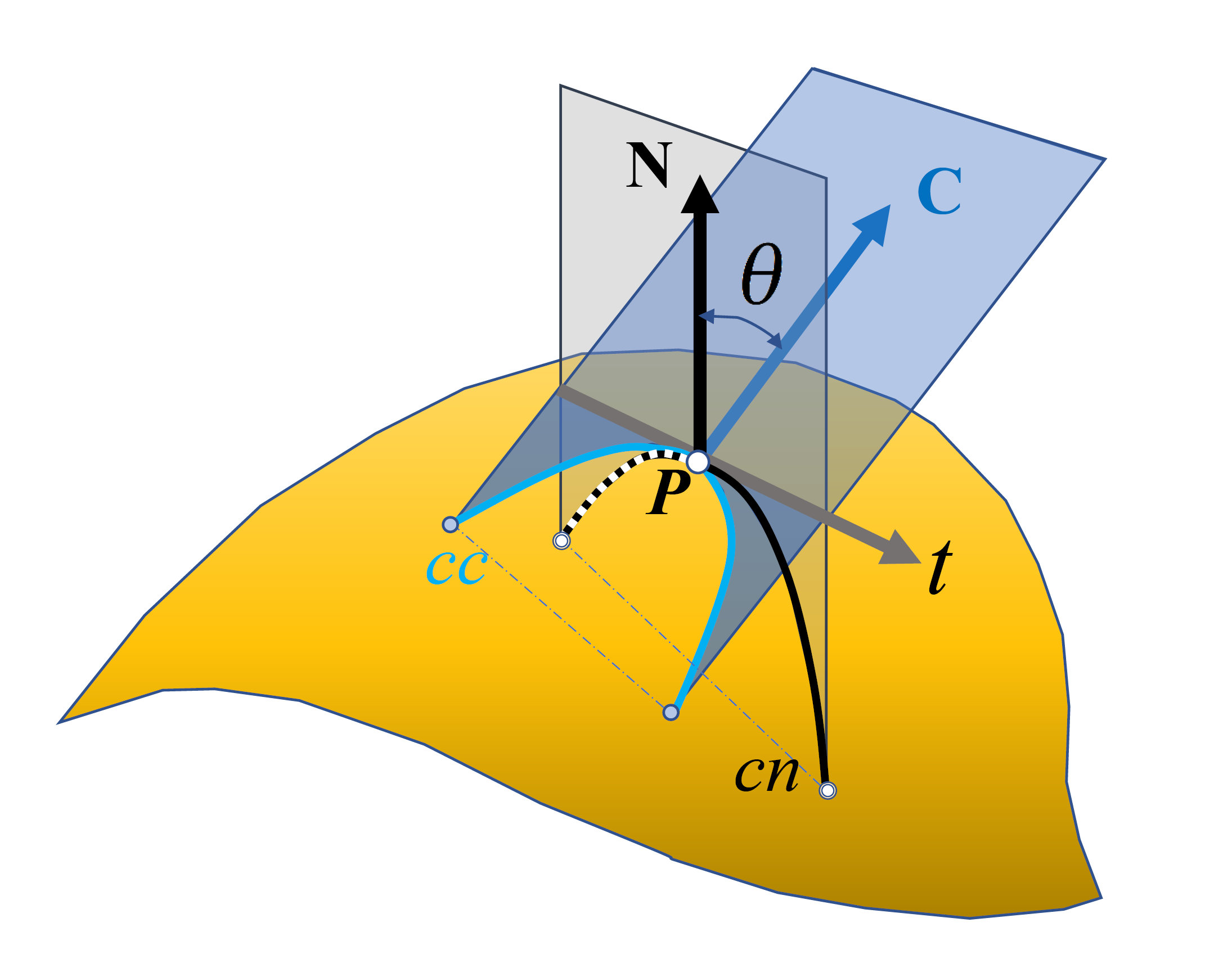
Teorema de Meusnnier: la curvatura de la sección normal N en P, permite obtener la curvatura de cualquier otra sección (cc) con la que comparte la tangente t, mediante el coseno del ángulo θ

En geometría diferencial, el teorema de Meusnier establece que en cualquier punto P de una curva inscrita en una superficie dada, su radio de curvatura es igual al radio de curvatura de la sección normal a la superficie que pasa por la tangente a la curva en P, dividido por el coseno del ángulo formado entre el plano de esta sección normal y el plano osculador de la curva:
| ρ = RN / cos θ |

siendo:
- ρ = el radio de curvatura en el punto P de una curva inscrita en una superficie con una tangente dada
- RN = el radio de curvatura normal en el punto P según la tangente dada
- θ = el ángulo que forman el vector normal a la superficie y el vector normal a la curva (ambos en P)

De forma análoga, se puede expresar en función de los valores de las curvaturas (los inversos de los radios de curvatura):
| κ = KN · cos θ |

siendo:
- κ = 1 / ρ = la curvatura en el punto P de una curva inscrita en una superficie con una tangente dada
- KN = 1 / RN = la curvatura normal en el punto P según la tangente dada
- θ = el ángulo que forman el vector normal a la superficie y el vector normal a la curva (ambos en P)

Además, las circunferencias osculatrices de todas las curvas que comparten la misma tangente a la superficie, forman una esfera.

## Historia
El teorema fue enunciado por primera vez por Jean Baptiste Meusnier en 1776, pero no se publicó hasta 1785.
Al menos antes de 1912, varios escritores en inglés tenían la costumbre de llamar al resultado "teorema de Meunier", aunque no hay evidencia de que el propio Meusnier alguna vez deletreara su nombre de esta manera. Esta ortografía alternativa del nombre de Meusnier también aparece en Arco de Triunfo en París.

## Expresión matemática
Sea una superficie {\displaystyle \Sigma } diferenciable; y sea una curva {\displaystyle \alpha :I\longrightarrow \Sigma } regular inscrita en la propia superficie. A continuación, se definen dos campos de vectores normales unitarios: {\displaystyle {\hat {n}}_{\Sigma }} (el de la superficie) y {\displaystyle {\hat {n}}_{\alpha }} (el de la curva), que por lo general no son coincidentes.
Entonces, es posible relacionar la curvatura normal de la superficie {\displaystyle k} en la dirección de la curva {\displaystyle \alpha } con respecto al campo unitario {\displaystyle {\hat {n}}_{\alpha }} y la curvatura de la curva {\displaystyle k_{\alpha }}. El teorema de Meusnier establece que la curvatura de la superficie en la dirección de la curva {\displaystyle \alpha } y la curvatura de la curva misma están ligadas por la relación:
{\displaystyle k=k_{\alpha }\cdot ({\hat {n}}_{\Sigma }\cdot {\hat {n}}_{\alpha })}
En este sentido, las curvaturas normales de la superficie son las curvaturas de las curvas cortadas por los planos normales a la superficie en un punto dado.
De una manera más sencilla, se puede enunciar como que el radio de curvatura de una sección plana oblicua cuya normal
forma con la normal a la superficie un ángulo gamma, es igual al radio de curvatura de la sección normal que tiene la misma recta tangente, multiplicado por el coseno de gamma.

## Relación con el teorema de Euler
El teorema de Meusnier permite deducir el radio de curvatura de las curvas de la intersección de una superficie de un haz de planos que comparten la recta tangente a la superficie en un punto dado; mientras que en el teorema de Euler el haz de planos considerado comparte la recta normal a la superficie en un punto dado.

## Ejemplo
Problema:

Vista en perspectiva de un cono, con distintas secciones planas por un punto P

Sección por (1), (2) y (3) del cono anterior

- Dado un cono cuya altura H es el doble que su radio R, calcular el radio de curvatura de las curvas generadas por las secciones planas normal [N], parabólica [p] e hiperbólica [h], sabiendo que el radio de la circunferencia que pasa por P mide Rc = 4.

Solución:
- El primer paso es determinar el ángulo que forma la sección normal [N] con la sección de radio conocido [c]. Para ello, se calcula el ángulo del cono α, sabiendo que H = 2 R:

{\displaystyle \alpha =\arctan(R/H)=\arctan(R/2R)=\arctan(1/2)\approx 26.5650{}^{o}}
- Dado que la [N] es perpendicular a la generatriz del cono, y que esta forma a su vez un ángulo de (90-α) con el plano [c], se deduce que θc (el ángulo entre [c] y [N] también vale α, luego:

{\displaystyle \theta _{c}=\alpha }
- Aplicando la fórmula del teorema de Meusnier:

{\displaystyle R_{c}=R_{N}\setminus \cos \theta _{c}},
se tiene que:
{\displaystyle R_{N}=R_{c}\cos \theta _{c}=4\cos 26.5650\approx 3.577}
- Y una vez obtenido {\displaystyle R_{N}}, se pueden calcular los radios de curvatura de la parábola y de la hipérbola, a partir del ángulo que sus planos de corte forman con el plano normal. Para ello, basta saber que el plano [p] de la parábola es paralelo a la generatriz opuesta a la que pasa por P; y que el plano [h] de la hipérbola es paralelo a la directriz (el eje) del cono:

Parábola: dado que {\displaystyle \theta _{p}=90-2\alpha \approx 36.87}, entonces {\displaystyle R_{p}=R_{N}\setminus \cos \theta _{p}\approx 4.472}
Hipérbola: dado que {\displaystyle \theta _{h}=90-\alpha \approx 63.435}, entonces {\displaystyle R_{h}=R_{N}\setminus \cos \theta _{h}=8}
- Por último, cuando el ángulo con respecto a la normal vale 90°, el plano de corte se hace tangente al cono, y el resultado de la intersección es la generatriz que pasa por P, una línea recta cuyo radio de curvatura es infinito:

Generatriz: dado que {\displaystyle \theta =90}, entonces {\displaystyle R=R_{N}\setminus \cos 90=\infty }
Corolario:
- Los planos de la normal y de la generatriz forman 90°, y corresponden a las curvaturas principales según el teorema de Euler